# 柳雷
柳雷（西班牙語：Liure），是洪都拉斯的城鎮，位於該國南部，由埃爾帕拉伊索省負責管轄，始建於1886年10月28日，面積87.80平方公里，海拔高度226米，2001年人口9,707，人口密度每平方公里110.56人。
13°32′N 87°06′W / 13.533°N 87.100°W